# Radomér
A Radomér férfinév a szláv Radomir névből származik, a jelentése: öröm + béke.

## Rokon nevek
Radó, Rados, Radován

## Gyakorisága
Az 1990-es években szórványos név, a 2000-es években nem szerepel a 100 leggyakoribb férfinév között.

## Névnapok
- június 21.[2]

## Idegen nyelvi változatai
- Radomír (szlovák)